# Любитів
Лю́битів — село в Україні, у Колодяжненській сільській громаді Ковельського району Волинської області. Населення — 1 436 осіб. Перша писемна згадка про село міститься в описі Луцького замку від 1545 року, та з контексту зрозуміло, що село існувало задовго до цієї дати. Колишній адміністративний  центр Любитівської сільської ради.
Селяни вирізняють такі кутки села: Кайтанівка, Тимошенкова, Циганська.

## Географія

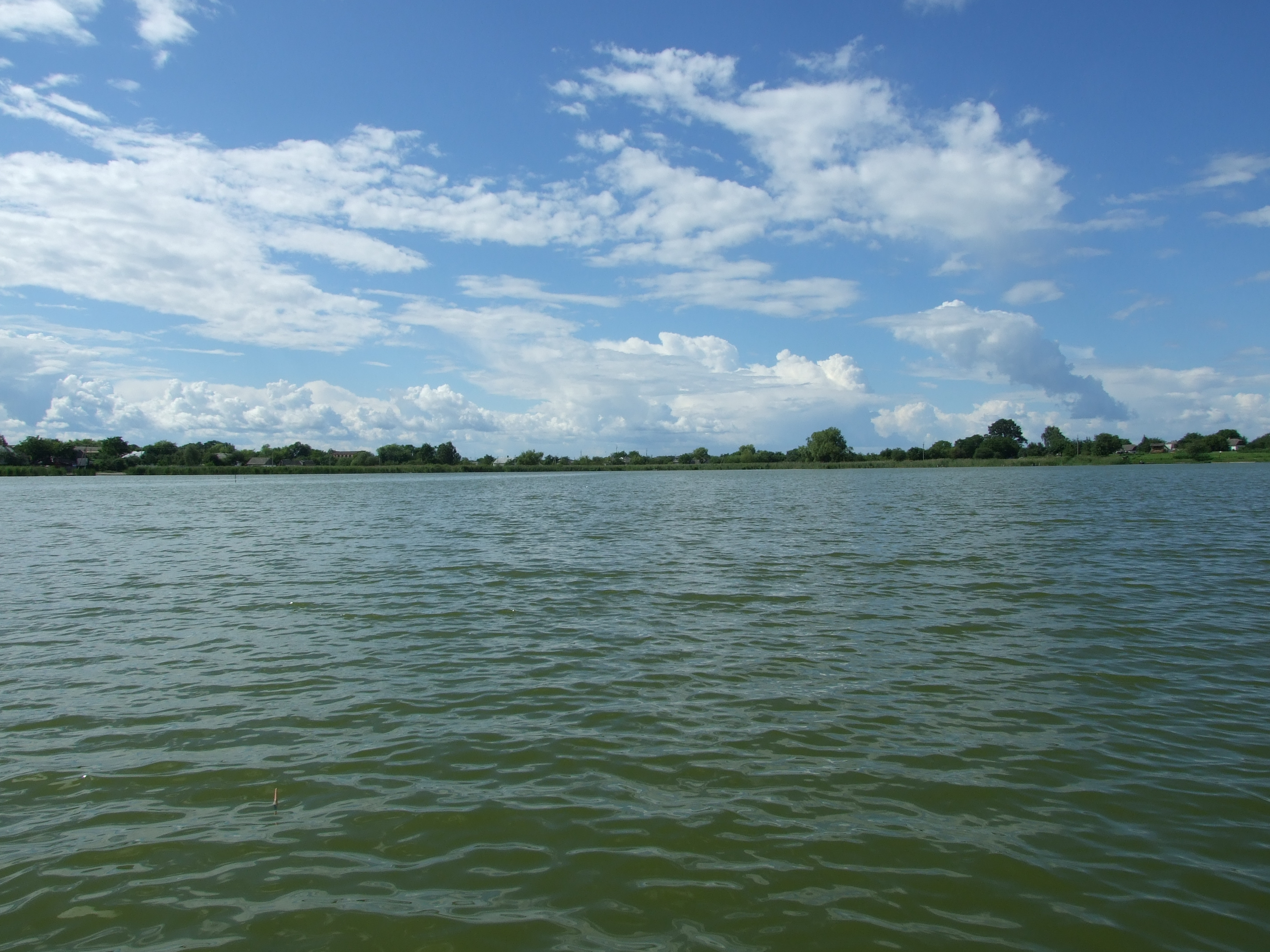
Любитівське озеро

Село розташоване за 15 км залізницею на південний схід від Ковеля, автошляхом Луцьк — Ковель за 20 км. Селом пролягає залізнична лінія Київ — Ковель (збудована у 1873 році), на якій розташована однойменна станція. У 2001 році станція електрифікована змінним струмом.
Село розташоване на рівнині, максимальні перепади висоти кілька метрів. Середня висота над рівнем моря 182 метри. Є поклади сапропелю.

### Любитівське озеро
Посеред села Любитів безстічне Любитівське озеро. Розміри 0,5×0,5 км (Пн—Пд×Зх—Сх). Рівень води в озері має кількарічні цикли.
Живиться поверхневими стоками та підземними джерелами. Взимку замерзає. Озеро є популярним місцем рибної ловлі для мешканців навколишніх сіл та міста Ковеля. Спільнота рибалок проводить періодичне зарибнення водойми.
Свого часу на озері любила відпочивати Леся Українка, сім'я якої тривалий час мешкала в сусідньому селі Колодяжне.
В озеро, ближче до східного берега, у часи Другої світової війни впав та затонув військовий літак.

## Символіка
Герб: на розсіченому заокругленому у низу щиті, обрамленому картушем, що вивчає геральдику сільського району і короною з трьох колосків, представлено герб Любитівської сільської ради. Приналежність герба до Ковельського району Волинської області засвідчують срібний хрест і золота підкова на червоному тлі правої сторони щита. У лівій частині на синьому тлі герб Гулевичів.
Прапор: корогва (розмір 1:1), на синьому тлі герб Гулевичів.

## Історія

### Велике Князівство Литовське
Найдавнішу згадку про село знайдено в описі замку Любарта датованому 1545 роком, який наведений в збірці зібраної із церковних, монастирських та приватних архівів по Київській, Подільській і Волинській губерніях наведена така цитата:
|  | ...селом володіє Ванько Білостоцький: воно дане його предкові за князя Семена, старости Луцького. |

### Річ Посполита
У 1569 році, внаслідок підписання Люблінської унії село, як і більша частка українських земель перейшло під польське панування. Син Ванька Білостоцького Михайло у 1570 році розподілив батьків маєток в Любитові між чотирма своїми зятями та донькою Вегериною.
У подальшому щодо села не раз точилися феодальні міжусобиці. Наприклад, 23 серпня 1573 року було подано позов до суду в конфлікті між власниками села Любитів та власником села Ворона Володимирським єпископом Феодосієм. А наступного 1574 року єпископ Феодосій із загоном напав та пограбував село, спустошив поля.
Під час Визвольної війни чимало любитівчан билися у військах Богдана Хмельницького. Також селяни робили напади на обози та загони шляхти, що втікали через Ковельщину від навали козаків. Після повернення польської влади — певна частина селян переселилася на Придніпров'я.
На перший час після Хмельниччини послабився тиск на селян, та надалі побори ще більше зросли, загалом селяни відробляли різноманітні феодальні повинності та мусили сплачувати також податки поголовний, подимний та податок на утримування шляхетського війська. Впродовж XVII століття, в ході Берестейської унії Любитівська сільська парафія стала з православної греко-католицькою. Ще одна згадка датується 1679 роком, коли волинська шляхта подала прохання до князя Вишневецького видати селян-втікачів (в тому числі втікачів із Любитова), що оселилися в Збаразьких слободах. Село Любитів тоді належало Вацлаву шляхтичу Канусовському.

### Російська імперія

Німецька топографічна мапа (1912)

Після третього поділу Польщі у 1795 році ці землі відійшли до складу Російської імперії та утворена Любитівська волость, яка увійшла до складу Ковельського повіту, Волинської губернії.
У 1812 році, під час французько-російської війни, в лісах навколо Любитова діяв партизанський загін з очільником Обуховим. Під час однієї із сутичок Обухов загинув, був похований неподалік села, на могилі насипали курган.
У першій половині XIX століття основними землевласниками в селі були Л. Л. Вержбицький (520 десятин), Р.Рибчинський (204 дес.), Л. Руцинський (174 дес.), церкві належало 42 дес. орної землі, бл. 40 дес. сіножатей.
У 1861 році, після скасування кріпацтва в Російській імперії, всі селяни отримали особисту свободу, але земельні наділи, якими користувалися селяни передавалися їм на викуп, для чого виділялися кредити із казни. Так 38 дворів мали сплатити 2 474 рублів поміщику Л. Вержбицькому за свої ділянки з умовою не будувати на них млини, а також не дозволялося користуватися лісом.
У листопаді 1875 року було відкрито перший навчальний заклад в селі — початкове народне училище.
На початку XX століття в Любитові та у сусідньому Колодяжному, виникли проукраїнські осередки. У Колодяжному під впливом сім'ї Косачів, у Любитові — сім'ї Підгірських. Зокрема уродженець Любитова Самійло Максимович Підгірський в майбутньому став адвокатом, був делегатом від Волині до Української Центральної Ради 2-го та 3-го скликання.
25 лютого (9 березня за новим стилем) 1914 року молодь села відзначала 100-річчя від дня народження Тараса Шевченка, без дозволу властей. За декілька днів по тому біля пам'ятника «царю-визволителю» Олександру ІІ, що стояв в центрі села, понівечили всі дерева поблизу. Значну частину молоді було арештовано.
Під час Першої світової війни фронт декілька разів проходив через село. Частину селян було евакуйовано у Київську та Катеринославську губернії.

### Українська Народна Республіка
4 серпня 1920 року село захопила 25-а Чапаєвська дивізія Червоної армії. Одразу було обрано комітет незаможних селян (комнезам).

### Польська Республіка
4 вересня 1920 року село було захоплене польськими солдатами. Наступного року згідно із Ризьким договором село, як частина Волині відійшло до 2-ї Речі Посполитої, а Любитів став центром однойменної сільської ґміни, що об'єднувала 22 громади, яка проіснувала з 1921 по 1939 роки.
Польща на Східних кресах проводила політику пацифікації, що породжувало протидію українців, так у 1932—1933 роках в селі утворився осередок ОУН. Любитівчанин Павло Новосельський був одним зі співорганізаторів Ковельської повітової команди УВО, керівником якої був колодяженець племінник Лесі Українки — Юрій Косач.

### Друга світова війна

Меморіал на кладовищі в пам'ять полеглим солдатам (перша)

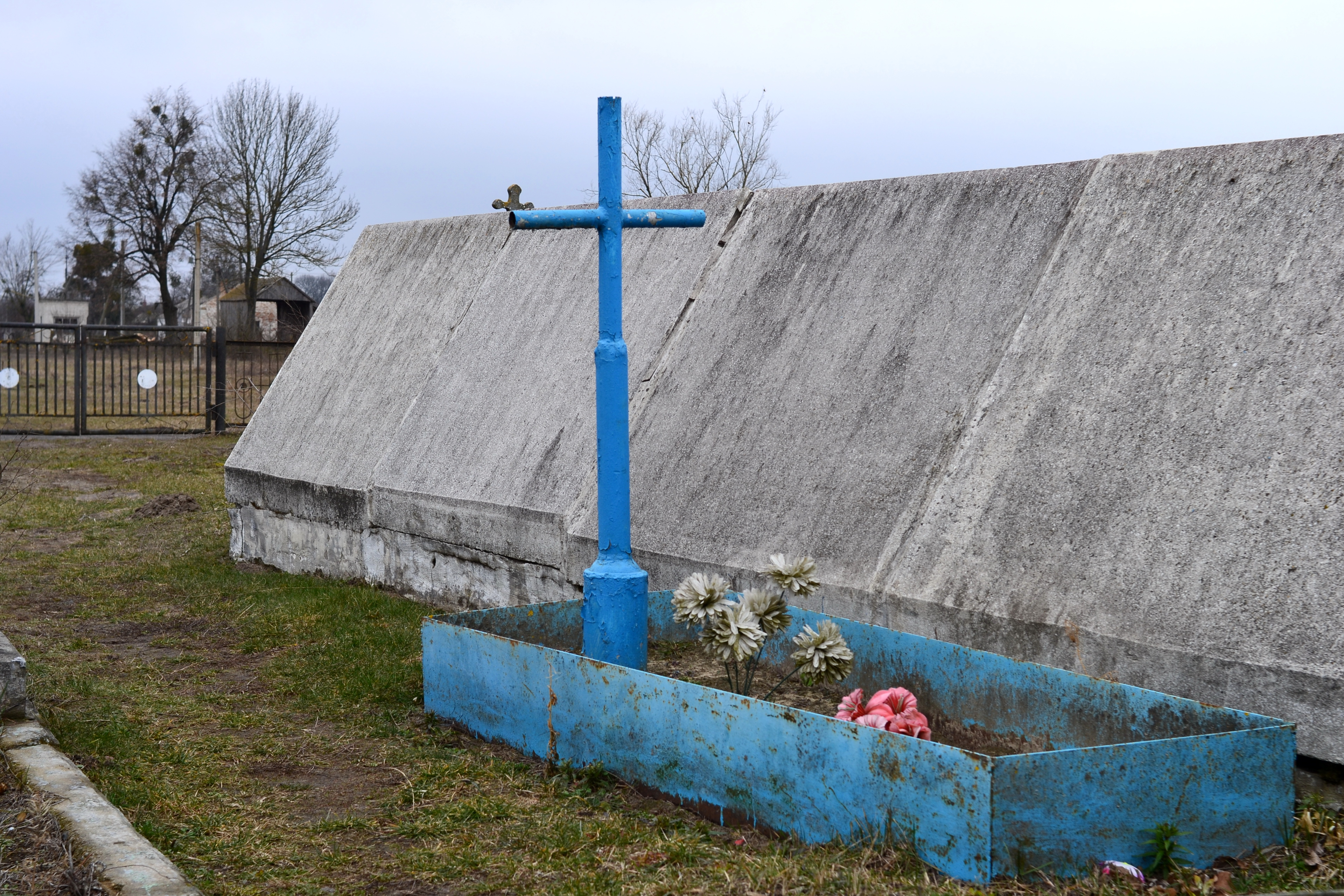
Братська могила радянських воїнів (друга)

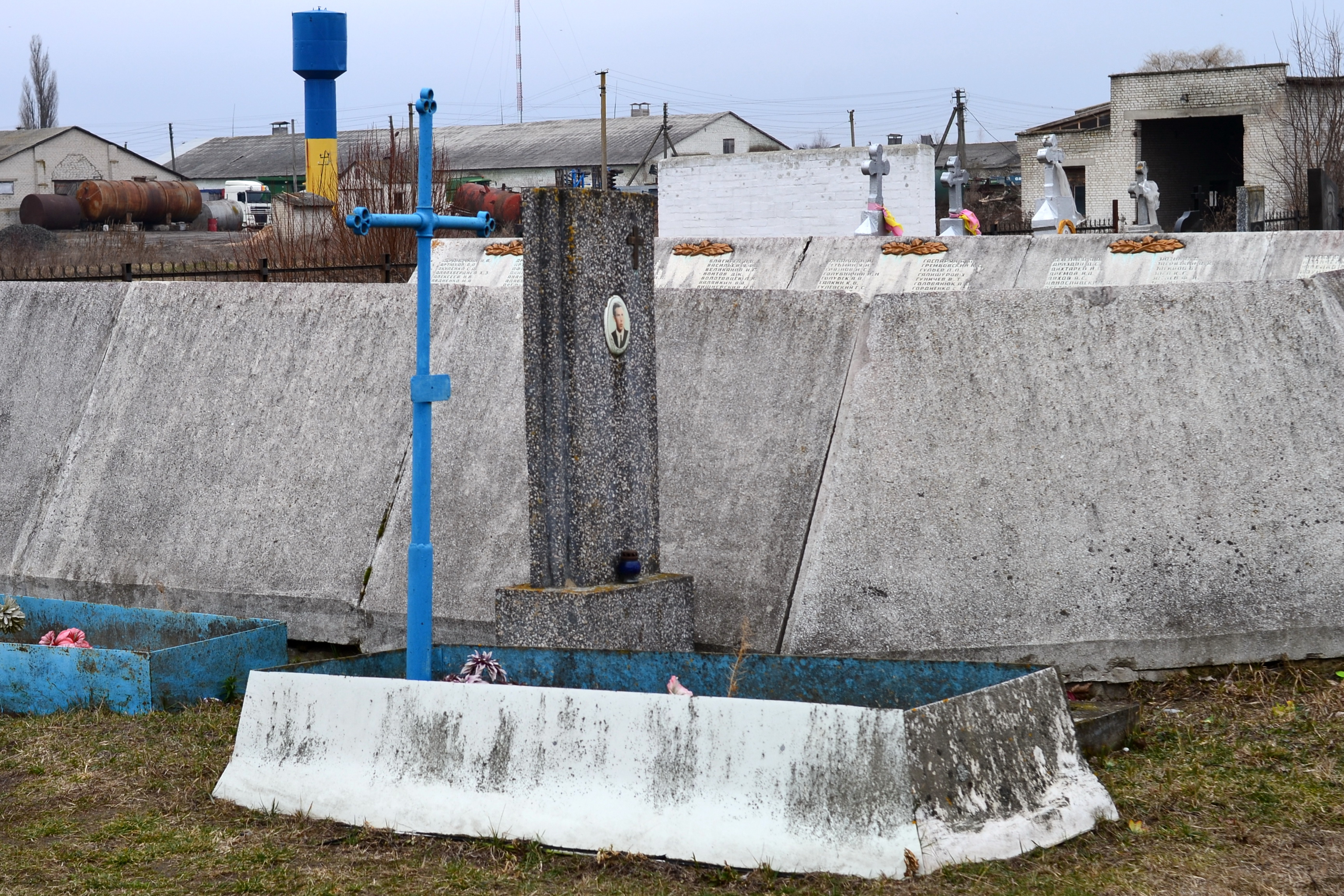
Могила старшого лейтенанта Торопова (з синім хрестом)

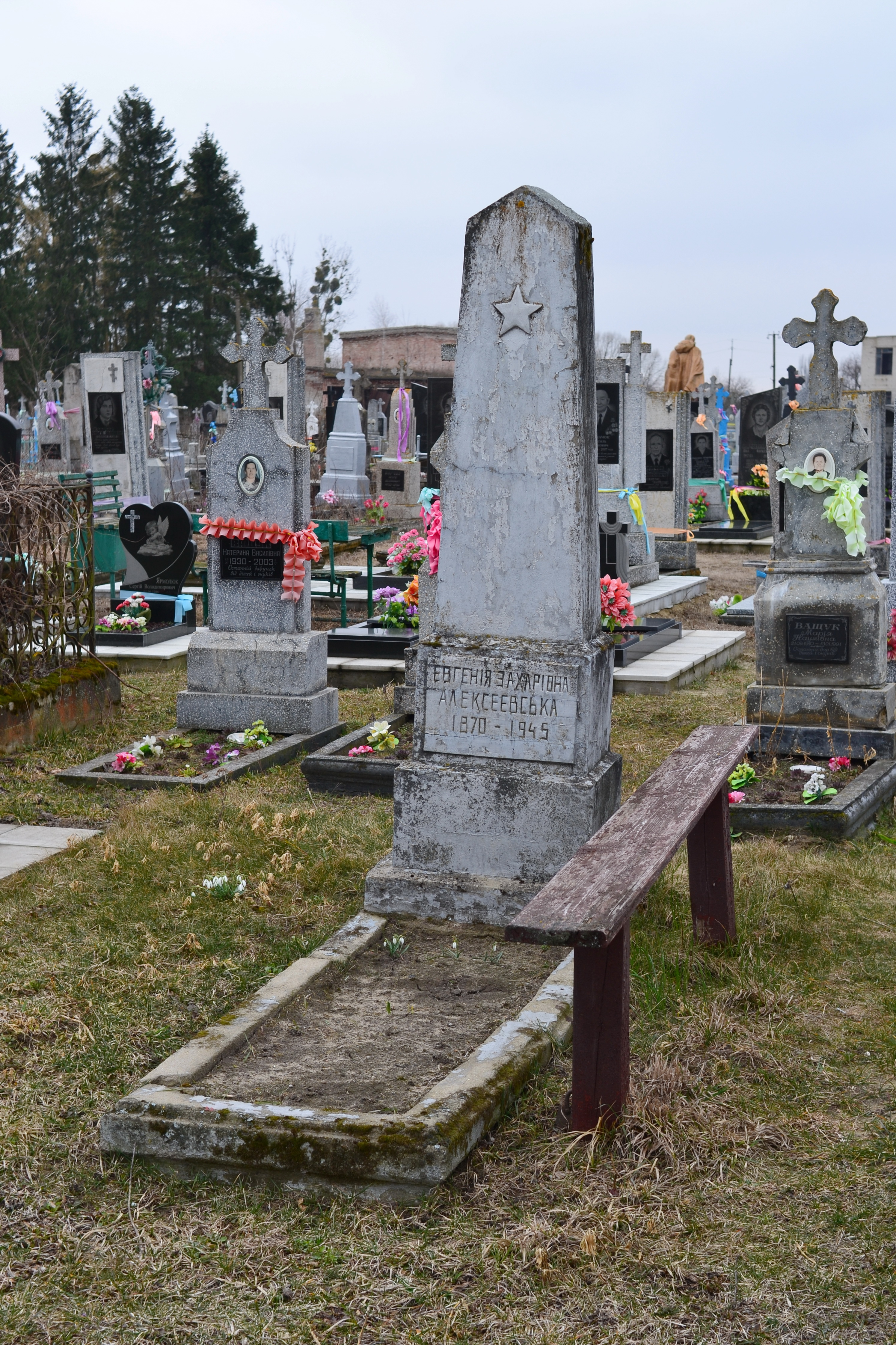
Могила революціонерки Є. З. Алексієвської

У вересні 1939 року, відповідно з Пактом Молотова — Ріббентропа, село захопили радянські війська. У січні 1940 року головою Любитівської сільської ради обраний О. Т. Кот, секретарем — М. Г. Комісарук. Одразу ж почалася колективізація організація колгоспу ім. В. І. Леніна. За рік колгосп мав вже 250 га орних земель, 60 коней, 25 корів. У лютому 1940 року в селі було організовано курси трактористів та МТС, яку очолив Юзеф Собесяк.
За першого правління СРСР неподалік від села в напрямку Колодяжного було збудовано невеликий військовий аеродром та казарми військовиків. В перший же день німецько-радянської війни аеродром був обстріляний німецькими літаками, що поверталися зі сходу.
27 червня 1941 року село захопили нацистські війська. Партизани з навколишніх лісів, куди увійшла й низка любитівчан, впродовж війни здійснили ряд диверсій, зокрема на відтинку залізниці Ковель — Ківерці.
Наприкінці червня 1943 року військо УПА вибило з Любитова німецьку залогу.
У листопаді 1943 року воїни УПА вбили 4 членів родини Вишневських, що мешкали в Любитові. Вижила лише 10-літня дівчинка, яка на момент погромів була за межами дому. Перелякану дівчину селянин українець, відвів до її дядька в Ковель.
31 січня 1944 року поблизу села відбулася битва поміж Армії Крайовою та Українською повстанською армією. Польська армія, що базувалася у польській колонії Люблятин вибила українську армію з села Будище, яка відступила до Колодяжного. Проте на підмогу будищанцям вирушили загони, що базувалися в Любитові та Вороні. Українські вояки було відтіснили поляків до річки Воронка, проте польський загін не розгромили, а несподівано відійшли назад до своїх баз, ймовірно через інформацію про вилазку німецьких військ, які базувалися в Ковелі та були занепокоєні подіями, що відбувалися у безпосередній близькості до міста. Загін Армії Крайової, скориставшись цим, відступив від Будищ до своєї бази в колонії Люблятин.
17 березня 1944 року село знову окупували радянські війська на чолі з маршалом Костянтином Рокоссовським. Проте під Ковелем, за 12 км від села, війська зупинилися і фронт впродовж 4 місяців декілька разів проходив через село. Частину селян тоді було тимчасово евакуйовано до Голоб. За роки війни загинуло 73 любитівця.

### За часівСРСР
У 1949 році остаточно завершено колективізацію. У 1962 році колгосп переведено на господарський розрахунок і селяни почали отримали гарантовану оплату праці.
До 1970 року вже діяли сільський стаціонар на 35 ліжок, пологове відділення, пункт швидкої допомоги, аптека, дитячий садок.
Військовий аеродром після війни тривалий час ще використовувався для цілей сільськогосподарської авіації.

## Населення
За переписом УРСР 1989 року чисельність наявного населення села становила 1496 осіб, з яких 724 чоловіки та 772 жінки.
За переписом населення України 2001 року в селі мешкало 1430 осіб.

### Мова
Розподіл населення за рідною мовою за даними перепису 2001 року:
| Мова       | Кількість | Відсоток |
| ---------- | --------- | -------- |
| українська | 1419      | 98.82%   |
| російська  | 16        | 1.11%    |
| білоруська | 1         | 0.07%    |
| Усього     | 1436      | 100%     |

## Культура

### Релігія

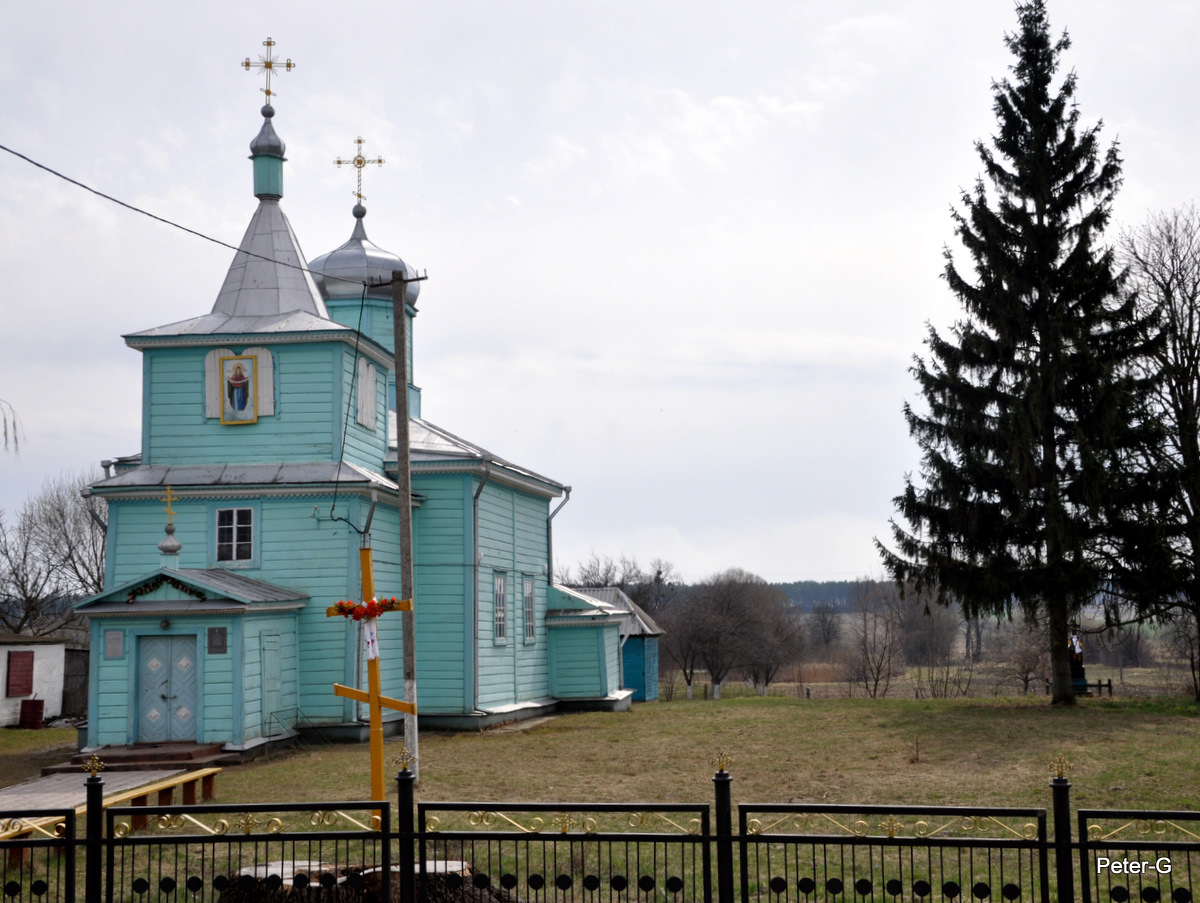
Свято-Покровська церква

- В Любитові є дерев'яна Свято-Покровська церква, що вже існувала у 1794 році. За рішення виконкому  Волинської обласної ради № 76 від 3 квітня 1992 року, церква XVIII століття визнана пам'яткою архітектури місцевого значення під охоронним № 173[20]. Використовується Українською православною церквою Московського патріархату, належить до Володимир-Волинської єпархії. Настоятель — ієрей отець Василь (Василь Борисович Поліщук)[5][21].
- На сільському кладовищі є братська могила, де поховано 736 воїнів, що загинули під час Другої світової війни[22].
- В парку біля озера монумент слави із написом «Зупинись друже», в пам'ять про загиблих радянських воїнів.
- На центральній площі села знаходиться будинок культури.

### Освіта

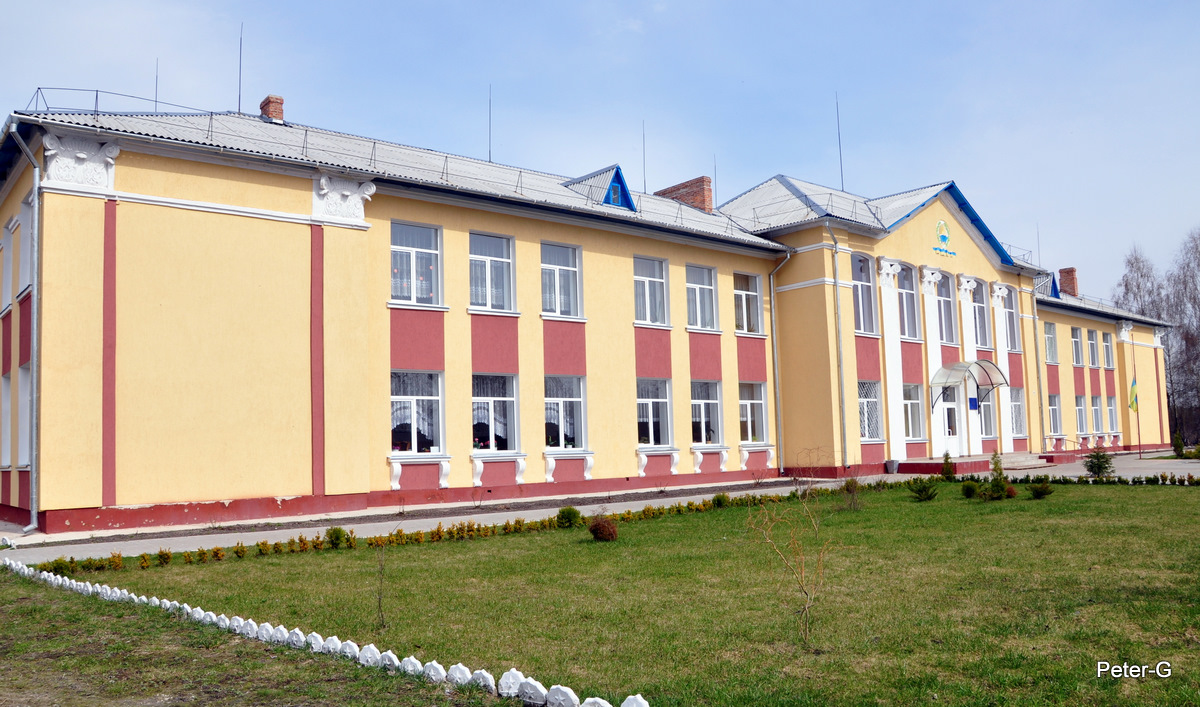
Любитівська ЗОШ І—ІІІ ступенів імені Лесі Українки

У листопаді 1875 року було відкрито перший освітній заклад — народне училище, що утримувалося коштом місцевої громадськості. Викладання як і повсюдно в імперії велося російською мовою. Першою вчителькою була М. О. Мачтет (сестра Григорія Мачтет) та одразу після арешту брата 16 березня 1876 року, вчительку звільнили та вислали до Луцька під нагляд поліції.
У 1911 році відкрито двокласне училище.
За часів Польської республіки освіта розширилася до 4-х класів, та велася польською мовою, українська мова викладалася як окремий предмет. За Радянського союзу школа стала семи-, а згодом десятирічною. Викладання почало вестися українською мовою. 1954 року було зведено нове приміщення школи, у 2006 році було розпочато капітальний ремонт, а 4 листопада 2008 року урочисто відкрито реконструйовану школу. Наразі при загальноосвітній школі I—III ступенів імені Лесі Українки діє кімната-музей поетеси, а також кімнати-музеї бойової слави, етнографічну та екологічну. Після Другої світової війни неподалік села розташовувалася школа-інтернат.
Діє філія Голобської дитячої музичної школи, працює Любитівський Будинок культури, дошкільний навчальний заклад «Сонечко», Любитівська бібліотека-філія № 34. При Свято-Покровській церкві діє недільна школа.

## Самоврядування та політика
Любитів впродовж останніх століть постійно був адміністративним центром для навколишніх сіл. За часів Російської імперії — центром Любитівської волості, за часів Польської республіки — центром Любитівської сільської гміни, з часів СРСР та донині — центром Любитівської сільської ради.
З поміж 16 депутатів сільської ради — 9 обрані від виборчих округів у Любитові. В нинішньому складі ради, обраному на місцевих виборах 31 жовтня 2010 року двоє депутатів висуванці від Народної партії, решта — самовисуванці.
Голова сільської ради — Павлов Віктор Іванович. У Ковельській районній раді Любитівську раду представляла Чуль Віта Федорівна, яка балотувалася від Народної партії.
На парламентських виборах, які відбулися 28 жовтня 2012 року на змішаній основі, на обидвох виборчих дільницях села було зареєстровано 1 038 виборців. Найбільше голосів у селі отримав Івахів Степан Петрович, який і отримав перемогу по всьому 21 одномандатному округу — 242, на другому місці Смітюх Іван Євдокимович з 211 голосами, на третьому — Гузь Ігор Володимирович з 202 голосами, решта п'ять кандидатів сукупно набрали 48 голосів.
За партійними списками найбільше голосів в селі здобула «Батьківщина» — 294, на другому місці Свобода — 106, на третьому Партія Регіонів — 86, на четвертому УДАР — 81, на п'ятому місці КПУ — 68, всі інші партії, які не пройшли до парламенту сукупно набрали 59 голосів.

## Економіка

### Підприємства
В часи Польської республіки діяла низка підприємств. За селом діяв піщаний кар'єр (баластний кар'єр Шинкера) відкритий в 1924 році, куди було прокладено залізничну колію — вузькоколійку. В 1925 було запущено лісопильний завод Шеля, на ньому працювало 220 робітників.
У радянські часи діяла районна МТС (з 1940 по 1941 і з 1945 по 1991) та Ковельське районне об'єднання «Сільгоспхімія». Діяв невеликий цегельний завод. З 1940 року організовано колгосп імені В. І. Леніна. В 1949 всі 290 господарств села увійшли до його складу. У 1990-х роках реорганізовано в агрофірму «Полісся», земля була розпайована між селянами.
Станом на 2009 рік в селі діють ВАТ «Ковельське ремонтно-транспортне підприємство» та ВАТ «Ковельський райагропостач».

## Транспорт
В селі розташована однойменна залізнична станція на лінії Київ— Ковель (збудована у 1873). 2001 року гілка була електрифікована.
Поруч із селом пролягає автошлях європейського значення E85, що сполучає Егейське та Балтійське моря (у межах України —  автошлях М19 (Луцьк —Ковель). Через село пролягає автошлях територіального значення Т 0311.

## Інфраструктура
У 2007 році Любитів газифіковано разом із ще трьома селами. Урочистий «блакитний вогник» було запалено 14 березня. Було збудовано 4,4 км газогону до села та 14 км вуличних газопроводів, на що було витрачено відповідно 2 534 тис. гривень, як інвестиція від НАК «Нафтогаз України», та 525 тис. грн коштом кооперативу.

### Побут
Добробут селян базується на сільському господарстві, вироблені продукти продають в місті Ковель. Там же значна частина селян працює. Деякі селяни займаються торгівлею із Польщею.

## Відомі особи
- Родина Косачів, зокрема і Леся Українка і її матір Олена Пчілка мешкали у сусідньому Колодяжному та часто бували в Любитові.
- Самійло Підгірський — депутат УЦР та Сейму Польщі, голова фракції українців у Сеймі. Уродженець села.
- Григорій Печенівський — поет та перекладач, покоління шестидесятників. Навчався у Любитові.
- Борис Клімчук — голова Волинської облдержадміністрації, посол України в Литві, в Азербайджані. Навчався у Любитові.